# When the Sun Goes Down (álbum de Selena Gomez & the Scene)
When The Sun Goes Down é o terceiro e último álbum de estúdio da banda norte-americana Selena Gomez & the Scene, lançado em 28 de junho de 2011 pela Hollywood Records. O álbum contém grande variedade de gêneros urbanos contemporâneos, e as canções são consideradas basicamente uma mistura de gêneros de pista de dança, afastando-se do teen pop presente nos álbuns anteriores. O disco teve faixas co-escritas por Katy Perry, Pixie Lott, Britney Spears e pela vocalista da banda, Selena Gomez. A produção do álbum ficou sob responsabilidade da equipe Rock Mafia, entre outros.
Após o lançamento, foi geralmente bem recebido por parte da crítica, de acordo com o portal Metacritic, que se baseou em diversas resenhas publicadas por páginas especializadas na área da música, entre eles a revista Rolling Stone e o portal Entertainment Weekly. Nas paradas musicais, When The Sun Goes Down chegou à posição #2 simultaneamente em dois países, Espanha e Canadá, onde se tornou disco de ouro após três semanas de vendas. Na parada da Billboard 200, alcançou a terceira posição.
O primeiro single do álbum, "Who Says", foi lançado dia 14 de março de 2011 e seis dias depois seu videoclipe estreou no Disney Channel. Antes do lançamento do álbum Gomez, também lançou os singles promocionais "Dices" - uma versão em espanhol de "Who Says" - e "Bang Bang Bang", e o segundo single oficial do disco, "Love You Like a Love Song". Em 16 de novembro de 2011, foi lançado o terceiro single oficial, "Hit The Lights".

## Desenvolvimento e produção
No dia 15 de fevereiro de 2011, a Universal Music Portugal confirmou que um novo álbum da banda Selena Gomez & the Scene estava sendo gravado, e que o mesmo está programado para ser lançado no dia 28 de junho de 2011. Em março, Selena confirmou para a MTV, trabalhar com o produtor Toby Gad e descreveu o álbum como "Estou crescendo [...] Estou em constante mudança, e é divertido ser capaz de expressar para os meus fãs. Este álbum é uma rave enorme... É realmente radical, é diferente e eu estou gostando..". A cantora americana Britney Spears (Princesa do pop) escreveu uma canção para o álbum, intitulada "Whiplash". Os produtores confirmados do álbum são Rock Mafia, Kevin Rudolf, Dr. Luke e outros. Lançou canções em count down (em tradução livre para o português contagem regressiva) no iTunes, começando por "Bang Bang Bang" (disponível para download digital no iTunes dia 7 de junho de 2011); na sequência, "Dices" (versão espanhol de Who Says) lançada dia 14 do mesmo mês,  e no dia 17 o novo single, "Love You Like a Love Song". O clipe de "Love You Like A Love Song foi lançado dia 24 de junho no YouTube. Selena também trabalhou como compositora, escrevendo as canções "When the Sun Goes Down" e "Outlaw".

## Conceito
Musicalmente, When the Sun Goes Down abrange os estilos electropop e europop do seu antecessor A Year Without Rain. Sua primeira faixa, "Love You Like a Love Song", foi escrita por Adam Schmalholz e pelo grupo Rock Mafia, que também se encarregou de sua produção. Gomez descreveu o single promocional "Bang Bang Bang" como "divertido". "Who Says" é uma canção sobre auto-estima, e foi geralmente bem recebida pelos críticos. "We Own the Night" foi escrita por Toby Gad e pela artista musical inglesa Pixie Lott, que também fez uma participação vocal na canção. "Hit the Lights" é uma faixa sobre "viver o momento". A cantora de música pop norte-americana Britney Spears contribuiu como co-compositora de "Whiplash". A faixa-título do álbum, "When the Sun Goes Down", usa guitarra elétrica e sintetizadores. "My Dilemma" é uma canção sobre sentimentos conflitantes. A faixa seguinte, "That's More Like It", foi inspirada por mulheres norte-americanas dos anos 50.

### Arte do álbum e capa
A capa do álbum foi divulgada no dia 19 de maio de 2011 no microblog twitter'da cantora. Na arte da capa, aparece Selena com chale de pelos e com um cabelo preto estilo chanel dos anos 20, com um colar com várias pérolas e um capacete de jóias.
O álbum de início teria o nome de My Other Side, depois passou a ser Otherside, mas este último foi alterado, pelos produtores, para When the Sun Goes Down. Foi liberado no YouTube a 27 de junho de 2011.
O encarte do álbum mostra Selena vestida em roupas de diferentes épocas e estilos, devido ao contexto do álbum, que tenta mostrar um outro lado, mais maduro e diversificado.

## Divulgação

### Antecedentes
Semanas antes do lançamento do álbum, os executivos da Hollywood Records prepararam um countdown no iTunes. A primeira canção liberada para download digital foi "Bang Bang Bang", disponibilizada no dia 7 de junho de 2011. Depois, a versão em espanhol da canção "Who Says", intitulada "Dices", foi lançada no dia 14 de junho. Em seguida, veio o segundo single do disco, "Love You Like A Love Song" dia 17 de junho. O clipe do single foi lançado dia 24 de junho.
Na noite do dia 23 de junho de 2011, Selena Gomez postou em seu canal oficial do Youtube todas as faixas do álbum e uma explicação da importância que cada uma tinha para ela. No dia do lançamento nos Estados Unidos, na manhã do dia 28 de junho, Selena performou "Who Says" e divulgou o álbum no programa Live with Regis and Kelly.

### Turnê

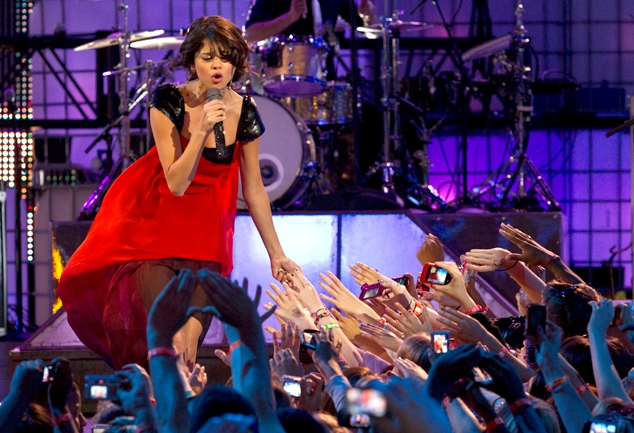
Gomez apresentando a canção "Who Says" no Much Music Video Awards 2011

Para divulgar o álbum, a banda promoveu a We Own the Night Tour, que iniciou-se em 24 de julho de 2011 na cidade de Costa Mesa, na Califórnia. Com 32 apresentações, a turnê obteve aparições especiais de Justin Bieber, Emily Osment e também do elenco do seriado Shake it Up. As apresentações foram abertas por Big Time Rush, Allstar Weekend e Christina Grimmie. A turnê encerrou-se dia 12 de setembro de 2011 em Puyallup.
| “ | Eu estou muito empolgada para fazer minha primeira turnê de destaque. Acima de tudo, estou nervosa, porque sinto que haverá um bocado de expectativa [...] Eu estou tão animada para ver meus incríveis fãs na turnê. Estamos trabalhando em uma grande produção das set lists, incluindo alguns covers surpresa. Quero ter certeza de que todo mundo se divertirá. [...] Eu acho que para esta turnê eu estou tentando ser o mais criativa possível. Então, será uma grande produção, que terá vídeos, efeitos, dançarinos, e muito glitter... Quero fazer isso parecer uma rave. | ” |

### Singles
"Who Says" foi escolhida como o primeiro single do álbum, e lançada oficialmente no dia 8 de março de 2011 nas rádios americanas e no dia 14 de março do mesmo ano para download digital no iTunes e como CD Single. Seu videoclipe foi lançado no dia 12 de março de 2011. Seu lançamento foi feito no programa de Ryan Seacrest no dia 8 logo após uma curta entrevista. A canção estreou na 24ª posição da Billboard Hot 100, tendo como pico a posição #21, o que o tornou um dos singles mais bem sucedidos da banda. Ele ficou na primeira posição no Hot Dance Club Songs chat da Billboard. Nos Estados Unidos, a canção recebeu certificação de platina, por vender mais de 1 milhão de cópias digitais. Atualmente, a canção já tem mais de 3 milhões de cópias vendidas, apenas nos Estados Unidos.
"Love You Like a Love Song" foi lançado no dia 17 de junho de 2011 como segundo single do álbum. Debutou na posição #72 da Billboard Hot 100, tendo como pico a posição #22. Seu videoclipe foi lançado no dia 23 de junho de 2011. Uma performance ao vivo da canção foi durante o programa Good Morning America, e uma apresentação ao vivo durante o MuchMusic Video Awards foi agendada porém desmarcada de última hora pela banda. A canção também ficou na primeira posição no Hot Dance Club Songs. Nos Estados Unidos, a canção recebeu certificação de platina, por vender mais de 1 milhão de cópias digitais. Sendo a primeira vez que a banda recebe o certificado em dois singles consecutivos. Atualmente, a canção já tem mais de 4 milhões de cópias vendidas, apenas nos Estados Unidos., sendo certificado como platina quadrupla.
"Hit the Lights" foi anunciada por Gomez no seu Twitter com os versos "It's the boy you never told "I like you"/ it's the girl you LET get away.." como o terceiro single do disco e Gomez também performou ao vivo a música no MTV Europe Music Awards dez dias antes. O seu videoclipe foi lançado dia 16 de novembro, e contou com seis teasers que foram divulgados no canal oficial da cantora. A obra aborda expressões mais adultas diante das situações da vida.

#### Promocionais
"Dices" é uma versão em espanhol de "Who Says", lançada duas semanas depois dessa, em 22 de março de 2011 no iTunes. Passou a primeira semana na posição #99 e a segunda na #97 da Billboard Hot 100.
"Bang Bang Bang" foi lançada em 11 de maio de 2011 no iTunes, durante a contagem regressiva para o lançamento do álbum. Atingiu a posição #94 da Billboard Hot 100.

## Recepção da crítica
| Críticas profissionais | Críticas profissionais |
| Pontuações agregadas   | Pontuações agregadas   |
| Fonte                  | Avaliação              |
| ---------------------- | ---------------------- |
| Metacritic             | (58/100)               |
| Avaliações da crítica  |                        |
| Fonte                  | Avaliação              |
| Allmusic               | [ 28 ]                 |
| About.com              | [ 29 ]                 |
| Entertainment Weekly   | (+B)                   |
| MusicOMH.com           | [ 30 ]                 |
| OK! Magazine           | (positiva)             |
| Rolling Stone          | [ 32 ]                 |
| The Guardian           | [ 33 ]                 |
| Diário do Grande ABC   | (positiva)             |
| Vírgula                | [ 35 ]                 |

O portal Metacritic deu 58 pontos de 100 para o álbum, baseando-se em seis críticas profissionais, incluindo as publicadas nos portais Entertainment Weekly e Allmusic. No Allmusic, Tim Sendra escreveu que "você estaria perdoado se pensasse que o terceiro álbum de Selena Gomez & the Scene em três anos mostraria sinais de declínio no controle de qualidade devido à liberar álbuns rápido demais. No entanto, estaria errado, já que When the Sun Goes Down é, na verdade, uma melhora em comparação com o álbum de 2010 A Year Without Rain. [...] Com algumas exceções, as canções são mais ousadas, iluminadas e divertidas". Ele comentou que a única faixa que parecia fora de lugar no álbum era "Who Says", mas que as outras trazem um "sólido e divertido pop moderno". Tim notou que a cantora é "capaz de mudar de persona e estilo muito facilmente e com sucesso. Talvez um pouco fácil demais, já que Gomez ainda precisa encontrar sua própria identidade. [...] Ela parece estar atuando as canções, no lugar de realmente sentir as emoções sobre as quais está cantando". O portal Diário do Grande ABC chamou o projeto de "trabalho impecável" e avaliou positivamente o amadurecimento vocal da cantora, dizendo que Selena "prova ser competente e não tem mais voz de criança". Bill Lamb do site About.com diz que "Selena Gomez tem amadurecido do pop teen da Disney para o pop adulto" e completa que "Este é o melhor álbum vocal de Selena Gomez. Ela prova aqui que ela foi além de seus colegas adolescentes como Miley Cyrus e Demi Lovato e finaliza o tema da voz dizendo que "a voz de Selena Gomez é um instrumento que está começando a amadurecer". Lamb chama Selena de uma estrela da música pop e que "Não há uma faixa ruim aqui [em When The Sun Goes Down]. É absolutamente encantador ouvir Selena Gomez no final do álbum abraçar sua herança étnica em uma versão em espanhol do hit single "Who Says". Bill Lamb encerra a crítica e acaba dando quatro estrelas e meio.
Mikael Wood da revista Entertainment Weekly diz que Selena "está sendo guiada pelo seu namorado (Justin Bieber)" diz que nenhuma estrela da Disney conseguiu "uma vibe sendo um 'ator-clandestino'". Wood diz que o álbum está dominado pelo electro-disco, como a canção Bang Bang Bang e diz que a canção "lembra muito a canção Bulletproof do cantor La Roux, fala da canção "Whiplash" e acaba dando +B para o álbum. Blair Kelly do site MusicOMH.com diz que o álbum começa com uma música irritante (Love You Like a Love Song), que é uma musica frustante parecida com as canções da cantora Lady GaGa e "a esquecível Bang Bang Bang" e diz que ambas tem uma falta lírica mas umas batidas cativantes. Kelly encerrou dizendo que o problema de When The Sun Goes Down é que "é um alívio quando ele termina" e elogia o vocal de Gomez e diz que é "um dos melhores das estrelas da Disney" mas "o álbum tem músicas fracas e nunca ganhará nenhum prêmio por seu brilho". Acabou dando duas estrelas de cinco para o álbum. Brittany Talarico do site OK! Magazine diz que "Musicalmente falando, Gomez não é Miley Cyrus ou Vanessa Hudgens - que é porque ela é melhor" e fala da voz da cantora "Ela tem uma voz decente, e apresentou-a do ano passado em "A Year Without Rain", uma balada pop que ainda soa bem". Talarico diz que Who Says é a melhor canção do álbum e fala que as outras faixas são "para dançar até o sol se pôr". Jody Rosen da revista Rolling Stone deu uma crítica pesada para o álbum, dizendo primeiro que o terceiro álbum da banda era um grande compromisso profissional, elogiando algumas faixas e criticando a canção "Whiplash", co-escrita por Britney Spears, dizendo que "a sexy música [Whiplash] seria cômica se não fosse tão tediosa" e encerrando a crítica, em referência a qualidade do álbum faz Ashley Tisdale parecer Lady GaGa. Kitty Empire do portal The Guardian notou que o segundo álbum da banda não está semelhante à Britney, mas é menos repugnante que os críticos imaginam. Também disse que o álbum começa com uma canção lírica cansativa [Love You Like a Love Song], e que a canção "Who Says" é medonha. Terminou dizendo que "ao longo do álbum há um problema na garganta que sugere uma personalidade embrionária".
O portal brasileiro Vírgula disse: "Lançando um álbum por ano, Selena Gomez & The Scene a pouco mais de dez dias entregaram ao mundo da música pop seu terceiro disco de estúdio “When The Sun Goes Down”, produzido por Dr. Luke, Rock Mafia, Kevin Rudolf. Em uma vertente entre crescimento musical, amadurecimento e transição de carreira, os músicos e a jovem “Sel” (como é chamada pelos estúdios Disney, onde cresceu), deixaram parte da inocência pop dos discos anteriores para trás e partiram para novas experiências, tendências e claro, decidiram acompanhar os fãs que também ganham mais idade. “When The Sun Goes Down” chegou ao Brasil no último dia 30 de junho, e ainda está em posicionamento no ranking de vendas. Doze faixas, sendo uma adaptada e regravada em espanhol, compõe o disco da cantora que teve apoio de grandes compositores do mercado atual, além de uma forcinha de Britney Spears e Katy Perry. Se todas as músicas fazem jus ao título ou capa do disco, isto fica por parte de Selena que aparece caracterizada ao estilo anos 20 e deixa, num primeiro momento, dúvidas quanto ao conteúdo que será encontrado no novo trabalho. “Love You Like A Love Song” é a primeira faixa e vai deixar seus ouvidos perdidos e receosos pelo que pode vir a frente. O uso de sintetizadores discretos acabam por deixar uma marca firme sobre a música, o que a torna inconfundível já nos primeiros acordes. Surpresas não acontecem durante a música, mas chama a atenção para certos momentos de falsetes na voz de Selena. A canção é o segundo single já em andamento do disco e teve seu clipe lançado dias antes do álbum. “Bang Bang Bang” e “That’s More Like It”, talvez, sejam as duas músicas menos condizentes com o acervo escolhido para o disco. Não por sua qualidade (que se mantém em uma busca entre o pop americano e britânico), mas pela não caracterização a harmonia de transição de faixas. “Who Says”, primeiro single lançado, está entre as 100 mais da Billboard e vendeu mais de 1 milhão de cópias digitais desde seu lançamento. Em meio as críticas de como seria o novo disco da cantora, as comparações vieram de Miley Cyrrus a Vanessa Hudgens, mas, a verdade é que esqueceram de buscar também em artistas mais serenos (conceito que foi mostrado no clipe), Michelle Branch, por exemplo, seria uma forte influência. O disco ganha densidade conforme as faixas se afirmam após “Who Says”, é como se a seleção de músicas estivesse encapada por uma certa necessidade: a de ser ouvido por completo. “We Own The Night”, com participação de Pixie Lott, vem com pretensão e cenário de trilha sonora. Selena desce o tom e deixa o peso do baixo aquecer a canção que fala de como duas pessoas se tornam uma e como tudo acontece desde que ambos possam contar um com o outro. O ambiente é retomado e Selena atraí o disco para um segundo momento. Uma das melhores faixas junto com a titular é “Hit The Lights” que atravessa a serenidade e deixa o “dance pop” ilustrar as cores de seu disco. O mesmo acontece na faixa Outlow, ambas são canções feitas para pistas, o que lembra as primeiras intenções de “A Year Without Rain”, em seu álbum antecessor. Falando das contribuições, se Britney Spears buscou o pior de sua fase “Blackout” em “Whiplash”, Katy Perry deu sua marca em “That’s More Like It” juntamente com umas aulas de como inserir um vocal sexy na música. O que fica no ar são as influências que as faixas “Love You Like A Love Song”, que traz muito de Britney, e, “My Dilemma” que se adapta exatamente no perfil de Katy, só que ambas nem passaram por perto delas. A canção título “When The Sun Goes Down” não perde nem em letra nem em melodia, vai lembrar algo perdido no inicio dos anos 2000, mas logo você se depara com algo novo que remete tentativas de outras cantoras do mesmo padrão. É dançante e curiosa a forma que a serenidade, mais uma vez, se enquadra. Com transições e lembranças, “Middle of Nowhere” parece ser uma canção ensinada dedo a dedo a Selena, a música tenta fugir dos padrões pop, mas se assegura na batida, é a faixa que mais se encaixou ao seu vocal e conforme os minutos se passam, você começa a bater o pé cheio de coragem. O disco é fechado com “Dices”, versão em espanhol de “Who Says”. Um carinho à parte de Selena Gomez aos fãs da América do Sul. A diferença é que a música pendeu para um lado menos maduro, talvez, o sotaque e o som que a língua carrega tenha agravado, mas, de uma maneira geral e a que importa, é um agrado, e certamente os fãs não verão desta forma".

## Performance nas paradas musicais
"When The Sun Goes Down" estreou em 28 de junho de 2011 e no dia 4 de julho debutou na 4° posição da parada musical americana Billboard 200, com 78 mil cópias vendidas na primeira semana, sua melhor estreia até então. (Já que Kiss & Tell vendeu 66 mil cópias e debutou na 9° posição e A Year Without Rain vendeu 66 mil cópias e debutou na 4° posição.) No Canadá, o álbum estreou em #2 na parada de álbuns, vendendo 24 mil cópias em sua primeira semana. atrás apenas de "21" de Adele. Mundialmente, o álbum vendeu 101 mil cópias na primeira semana. Ocupando a 4° posição dos álbuns mais vendidos no mundo. Na segunda semana, When the Sun Goes Down picou a 3° posição dos álbuns mais vendidos dos Estados Unidos, segundo a parada musical Billboard 200, com 44 mil cópias vendidas. perdendo apenas para "4" de Beyoncé e "21" de Adele. No Canadá, o álbum caiu para posição #3 coincidentemente, com 9 mil cópias vendidas. Mundialmente, o álbum vendeu 86 mil cópias na segunda semana. Ocupando a 5° posição dos álbuns mais vendidos no mundo.
Na terceira semana, "When the Sun Goes Down" ocupou a 9° posição dos álbuns mais vendidos no mundo, caindo apenas quatro posições, segundo a parada musical World United Chart, com 68 mil cópias vendidas. Obtendo um total de 255 mil cópias vendidas no mundo. Nos Estados Unidos o álbum vendeu 33 mil cópias, caindo sete posições, e ocupando o 10° lugar. Na mesma semana, no Canadá, o álbum  permaneceu na posição #3 do ranking com 6,600 cópias vendidas, e recebeu o disco de ouro pela Music Canada, com 40 mil cópias apenas no país. Na quarta semana, "When the Sun Goes Down" voltou a 5° posição dos álbuns mais vendidos no mundo, subindo quatro posições, segundo a parada musical World United Chart, com 64 mil cópias vendidas. Nos Estados Unidos o álbum vendeu 28 mil cópias, se mantendo no 10° lugar. Figurando um total de 319 mil cópias vendidas no mundo, e 183 mil nos Estados unidos, em seu primeiro mês de vendas. Em seis semanas de vendas, "When the Sun Goes Down" vendeu 450 mil cópias e atualizadas a estimativa é de 1 milhão e 300 mil cópias mundialmente, 54 mil cópias na quinta semana e 52 mil na sexta, indicando uma boa estabilidade. Ocupando a 10° e 9° posição dos álbuns mais vendidos no mundo, respectivamente. Nos Estados unidos, o álbum vendeu 22 mil cópias na quinta semana e 19 mil nas sexta, acumulando 224 mil cópias vendidas no país. Algum tempo depois o álbum conseguiu vender mais de 500 mil cópias nos Estados Unidos, sendo assim foi certificado como disco de ouro pela RIAA.

## Alinhamento de faixas
| Edição padrão |                                              |                                                              |                                     |         |  |
| N.º           | Título                                       | Compositor(es)                                               | Produtor(es)                        | Duração |  |
| 1.            | "Love You Like a Love Song"                  | Antonina Armato Tim James Adam Schmalholz                    | Rock Mafia Devrim Karaoglu          | 3:09    |  |
| 2.            | "Bang Bang Bang"                             | Toby Gad Meleni Smith Priscilla Hamilton                     | Gad                                 | 3:13    |  |
| 3.            | "Who Says"                                   | Emanuel Kiriakou Priscilla Hamilton                          | Emanuel Kiriakou                    | 3:15    |  |
| 4.            | "We Own the Night" (com part. de Pixie Lott) | Gad Pixie Lott                                               | Gad                                 | 3:47    |  |
| 5.            | "Hit the Lights"                             | Leah Haywood Daniel James Tony Nilsson                       | Dreamlab                            | 3:15    |  |
| 6.            | "Whiplash"                                   | Greg Kurstin Nicole Morier Britney Spears                    | Kurstin                             | 3:39    |  |
| 7.            | "When The Sun Goes Down"                     | Selena Gomez Joey Clement Steve Sulikowski Stefan Abingdon   | Abingdon                            | 3:16    |  |
| 8.            | "My Dilemma"                                 | Armato James Karaoglu                                        | Rock Mafia Karaoglu                 | 3:09    |  |
| 9.            | "That's More Like It"                        | Josh Alexander Billy Steinberg Katy Perry                    | Alexander Steinberg                 | 3:08    |  |
| 10.           | "Outlaw"                                     | Gomez Armato James Thomas Armato Sturges                     | Rock Mafia Karaoglu Sturges         | 3:21    |  |
| 11.           | "Middle of Nowhere"                          | Espen Lind Amund Bjorklund Sandy Wilhelm Carmen Michelle Key | Espionage Sandy Vee Carmen Michelle | 3:26    |  |
| 12.           | "Dices" (versão em espanhol de "Who Says")   | Kiriakou Hamilton Edgar Cortazar Mark Portmann               | Kiriakou Portmann Cortazar          | 3:16    |  |

| Edição Especial |                                                           |         |  |
| N.º             | Título                                                    | Duração |  |
| 13.             | "Fantasma de Amor" (Versão em espanhol de "Ghost of You") | 3:24    |  |
| 14.             | "A Year Without Rain" (Dave Audé Radio Remix)             | 4:00    |  |
| 15.             | "Who Says" (Bimbo Jones Radio Remix)                      | 2:51    |  |
| 16.             | "Who Says" (Dave Audé Radio Remix)                        | 3:35    |  |

| Deluxe Edition |                                                                     |         |  |
| N.º            | Título                                                              | Duração |  |
| 13.            | "Love You Like a Love Song" (Dave Audé Radio Mix)                   | 3:17    |  |
| 14.            | "Love You Like a Love Song" (Dave Audé Clube Mix)                   | 6:28    |  |
| 15.            | "Love You Like a Love Song" (Jump Smokers Radio Remix)              | 4:11    |  |
| 16.            | "Love You Like a Love Song" (Jump Smokers Clube Remix)              | 4:36    |  |
| 17.            | "Love You Like a Love Song" (DJ Escape & Tony Coluccio Radio Remix) | 3:16    |  |
| 18.            | "Love You Like a Love Song" (DJ Escape & Tony Coluccio Clube Remix) | 6:38    |  |
| 19.            | "Love You Like a Love Song" (Mixin Marc & Tony Svejda Radio Remix)  | 3:59    |  |
| 20.            | "Love You Like a Love Song" (Mixin Marc & Tony Svejda Clube Remix)  | 5:49    |  |

| Vídeo Bônus: iTunes Reino Unido |                                                 |         |  |
| N.º                             | Título                                          | Duração |  |
| 13.                             | "Love You Like a Love Song" (Behind the Scenes) |         |  |

| Edição Japonesa |                                                     |                                                                        |         |  |
| N.º             | Título                                              | Compositor(es)                                                         | Duração |  |
| 13.             | "Who Says" (Dave Audé Radio Remix)                  | Kiriakou, Renea                                                        | 3:33    |  |
| 14.             | "Round & Round" (7th Heaven Radio Mix)              | Kevin Rudolf, Andrew Bolooki, Fefe Dobson, Jeff Halavacs, Jacob Kasher | 3:42    |  |
| 15.             | "A Year Without Rain" (Fascination Club Radio Edit) | Lindy Robbins, Toby Gad                                                | 3:50    |  |
| Duração total:  | Duração total:                                      | Duração total:                                                         | 50:58   |  |

| Edição Japonesa - DVD bônus |                                          |         |  |
| N.º                         | Título                                   | Duração |  |
| 13.                         | "Who Says" (videoclipe)                  | 3:21    |  |
| 14.                         | "Love You Like a Love Song" (videoclipe) | 3:41    |  |
| Duração total:              | Duração total:                           | 46:55   |  |

| Edição Canadense |                                      |         |  |
| N.º              | Título                               | Duração |  |
| 13.              | "Who Says" ((SmashMode Radio Remix)) | 3:21    |  |

## Créditos
Lista liberada no site Allmusic.
| - Selena Gomez - Vocal, vocal de apoio, composição - Stefan Abingdon - Composição, mixagem, produção - Brooke Adams - Vocal de apoio - Josh Alexander - Composição, engenharia, instrumentista, produção, programação - Antonina Armato - Composição - Amund Björklund - Composição - Carlos Castro - Gravação vocal - Joey Clement - Composição - Adam Comstock - Engenharia de segunda - Edgar Cortázar - Adaptador de espanhol, gravação vocal - Toby Gad - Composição, instrumentista, mixagem, produção, programação - Chris Garcia - Edição digital - Serban Ghenea - Mixagem - Andrew Goldstein - Sintetizador - Priscilla Hamilton - Composição - Steve Hammons - Engenharia, mixagem - John Hanes - Mixagem - Lindsey Harper - Vocal de apoio - Leah Haywood - Composição - Jeri Heiden - Direção de arte - Ross Hogarth - Engenharia - Leyla Hoyle - Vocal de apoio - Steve Jacobi - Produção de fotos - Daniel James - Composição - Tim James - Composição, edição digital - Devrim "DK" Karaoglu - Composição, produção - Carmen Michelle Key - Composição - Emanuel Kiriakou - Composição, instrumentista, produtor da gravação original, produção - Greg Kurstin - Baixo, composição, engenharia, guitarra, teclados, produção, mistura, programação - Damien Lewis - Assistencia de engenharia, engenharia - Espen Lind - Composição, engenharia, guitarra, teclados. - Jon Lind - A&R | - Pixie Lott - Composição, vocal, vocal de apoio - Nigel Lundemo - Edição digital, edição vocal - Jimmy Messer - Guitarra - Carmen Michelle - Produção vocal, vocal de apoio - Nicole Morier - Composição, vocal de apoio - Francis Murray - Engenharia - Tony Nilsson - Composição - Paul Palmer - Mixagem - Katy Perry - Composição - Tim Pierce - Guitarra - Mark Portmann - Adaptador do espanhol, edição de vocal, produtor vocal, gravação de vocal - Brian Reeves - Mixagem, gravação de vocal - Priscilla Renea - Vocal de apoio - Tim Roberts - Assistente de mixagem - Tom Roberts - Assistente de mixagem - Rock Mafia - Mixagem, produção, vocal de apoio - Scott Roewe - Pró-ferramentas - Adam Schmalholz - Composição - Phil Seaford - Assistente de mixagem - Jesse Shatkin - Engenharia - Meleni Smith - Composição, vocal de apoio - David Snow - Diretor criativo - Britney Spears - Composição - Billy Steinberg - Composição, produção - Nick Steinhardt - Direção de arte, design - Thomas Armato Sturges - Composição, produção - Steve Sulikowski - Composição - Phil Tan - Mixagem - Kate Turning - Fotografia - Sandy Vee - Teclado, mixagem, produção, produção vocal - Jon Vella - Programação - Robert Vosgien - Masterização - Cindy Warden - A&R - Sandy Wilhelm - Composição - Howard Willing - Gravação vocal - Noel Zancanella - Instrumentista, programação |

## Desempenho nas tabelas musicais
| Tabela (2011)                  | Melhor posição |
| ------------------------------ | -------------- |
| Alemanha (Media Control)       | 20             |
| Austrália (ARIA)               | 14             |
| Áustria (IFPI)                 | 11             |
| Bélgica (Ultratop - Flanders)  | 8              |
| Bélgica (Ultratop - Valônia)   | 26             |
| Brasil (ABPD)                  | 10             |
| Canadá (Canadian Albums Chart) | 2              |
| Dinamarca (Hitlisten)          | 22             |
| Escócia (OCC)                  | 15             |
| Espanha (Promusicae)           | 2              |
| Estados Unidos (Billboard 200) | 3              |
| França (SNEP)                  | 47             |
| Irlanda (IRMA)                 | 18             |
| Itália (FIMI)                  | 10             |
| México (AMPROFON)              | 6              |
| Noruega (VG-lista)             | 6              |
| Nova Zelândia (RIANZ)          | 8              |
| Polónia (ZPAV)                 | 19             |
| Portugal (AFP)                 | 10             |
| Reino Unido (UK Albums Chart)  | 15             |
| Chéquia (IFPI)                 | 18             |
| Suíça (Schweizer Hitparade)    | 27             |

| País           | Fornecedor   | Certificações | Vendas     |
| -------------- | ------------ | ------------- | ---------- |
| Argentina      | CAPIF        | Ouro          | 20.000+    |
| Brasil         | ABPD         | Ouro          | 20.000+    |
| Canadá         | Music Canada | Platina       | 80.000+    |
| Espanha        | PME          | Platina       | 60.000+    |
| Indonésia      | AIRI         | Ouro          | 10.000+    |
| México         | AMPROFON     | Ouro          | 40.000+    |
| Polónia        | ZPAV         | 2× Platina    | 60.000+    |
| Estados Unidos | RIAA         | Platina       | 1.000.000+ |
| Mundo          | IFPI         | Platina       | 1.300.000+ |

## Histórico de lançamento
| País           | Data                  | Gravadora             |
| -------------- | --------------------- | --------------------- |
| Portugal       | 27 de junho de 2011   | Universal Music Group |
| Estados Unidos | 28 de junho de 2011   | Hollywood Records     |
| Canadá         | 28 de junho de 2011   | Universal Music Group |
| Espanha        | 28 de junho de 2011   | Universal Music Group |
| Brasil         | 30 de junho de 2011   | Universal Music Group |
| Austrália      | 1 de julho de 2011    | Universal Music Group |
| Nova Zelândia  | 1 de julho de 2011    | Universal Music Group |
| Alemanha       | 1 de julho de 2011    | Universal Music Group |
| França         | 4 de julho de 2011    | Universal Music Group |
| Reino Unido    | 4 de julho de 2011    | Fascination Records   |
| Japão          | 4 de setembro de 2011 | Avex Group            |